# Harland & Wolff
Harland & Wolff skibsværftet ligger i Nordirland, ved Lagan floden i Belfast. 

## Forhistorien
Selve værftet er bygget på landjord, som blev erhvervet efter, at man i 1841-1846 rettede floden op, sådan at denne løb mere lige.
I 1853 åbnede Robert Hickson et skibsværft på dette sted, hvilket fra start af koncentrerede sig med at bygge skib med stål-skrog.
I 1854 blev Edward James Harland ansat på Hickson's værft som General Manager, trods at han kun var 23 år gammel.
Fire år efter købte Harland så værftet af sin arbejdsgiver for 5.000 £, med finansiel støtte fra G.C. Schwabe i Liverpool. Schwabe's nevø Gustav Wilhelm Wolff, som havde været Harland's assistent gennem længere tid blev i 1861 Harland's partner og værftet blev nu kendt som Harland og Wolff skibsværftet.

## Storhedstiden
I 1870 indgik Harland & Wolff den første aftale med White Star Line om at bygge skibet Oceanic, hvilket fik skrognummer 73. Dette var dog kun det første skib i en lang række og gennem de næste mange år kom Harland og Wolff til at bygge mere end 70 skibe til White Star Line, inklusive nok verdens mest kendte skib, RMS Titanic, og hendes to søsterskibe, RMS Olympic og HMHS Britannic.